# Vadå vegan?
Vadå vegan? är en handbok skriven av Lisa Gålmark, avsedd för "veganer, vegetarianer och andra nyfikna". Boken innehåller utöver skäl till att man kan tänkas vara vegan och vad det innebär, även en hel del tips och recept. Den är illustrerad av Ulf Lundkvist. ISBN 91-89646-03-7.